# Црни патуљак
Црни патуљак је хипотетичка звезда, која настаје када бели патуљак постане довољно хладан да више не емитује значајне количине топлоте или светла. Како је прорачунато да је време које је неопходно да бели патуљак дође у ово стање дуже од тренутне старости Свемира, 13,7 милијарди година, очекује се да још увек не постоје црни патуљци.